# Східний Мантай (підрозділ окружного секретаріату)
Підрозділ окружного секретаріату Східний Мантай — підрозділ окружного секретаріату округу Муллайтіву, Північна провінція, Шрі-Ланка. Складається з 15 Грама Ніладхарі.